# Sérgio Pena
Sérgio Danilo Junho Pena (Belo Horizonte, 1947) é um médico geneticista brasileiro, ex-colunista da Ciência Hoje On-line.
Formado em Medicina pela Faculdade de Medicina da Universidade Federal de Minas Gerais, fez Doutorado no Department of Human Genetics da University of Manitoba, Canadá (1977) e pós-doutorado no Institute for Medical Research em Mill Hill, Londres. Atualmente é Professor Titular do Departamento de Bioquímica e Imunologia da Universidade Federal de Minas Gerais. com experiência na área de Genética, com ênfase em Genética Humana e Médica, atuando principalmente em temas tais como diversidade genômica humana, formação e estrutura da população brasileira e aplicação de testes baseados na PCR para diagnóstico de doenças humanas. Também é Diretor do Laboratório de Genômica Clínica da Faculdade de Medicina da UFMG e Diretor Científico do GENE - Núcleo de Genética Médica. É membro do Conselho Nacional de Ciência e Teconologia e da Academia Brasileira de ciências. Dentre outras instituições, presidiu a Sociedade Brasileira de Bioquímica e Biologia Molecular, o Programa Latino-Americano do Genoma Humano e o Comitê Sul-Americano do Projeto de Diversidade Genômica Humana.
Sérgio Danilo Pena e sua equipe da UFMG tem desenvolvido importantes pesquisas sobre a composição genética da população brasileira, cujos resultados apontam para a falácia do conceito de raça do ponto de vista biológico.
1. ↑  Sérgio D. J. Pena (2008). «Humanidade sem Raças». Publifolha
2. ↑  «Sergio Pena é o novo colunista da CH On-line». Ciência Hoje On-line